# 長照機構
長照機構，全名為「長期照顧服務機構」，是指為身心失能者提供日常生活協助、醫療照護與社會支持等長期照顧服務的場所。這些機構旨在支援無法完全自理的個人，尤其是高齡者、重度失能者或慢性病患者，提升其生活品質並減輕家庭照顧壓力。

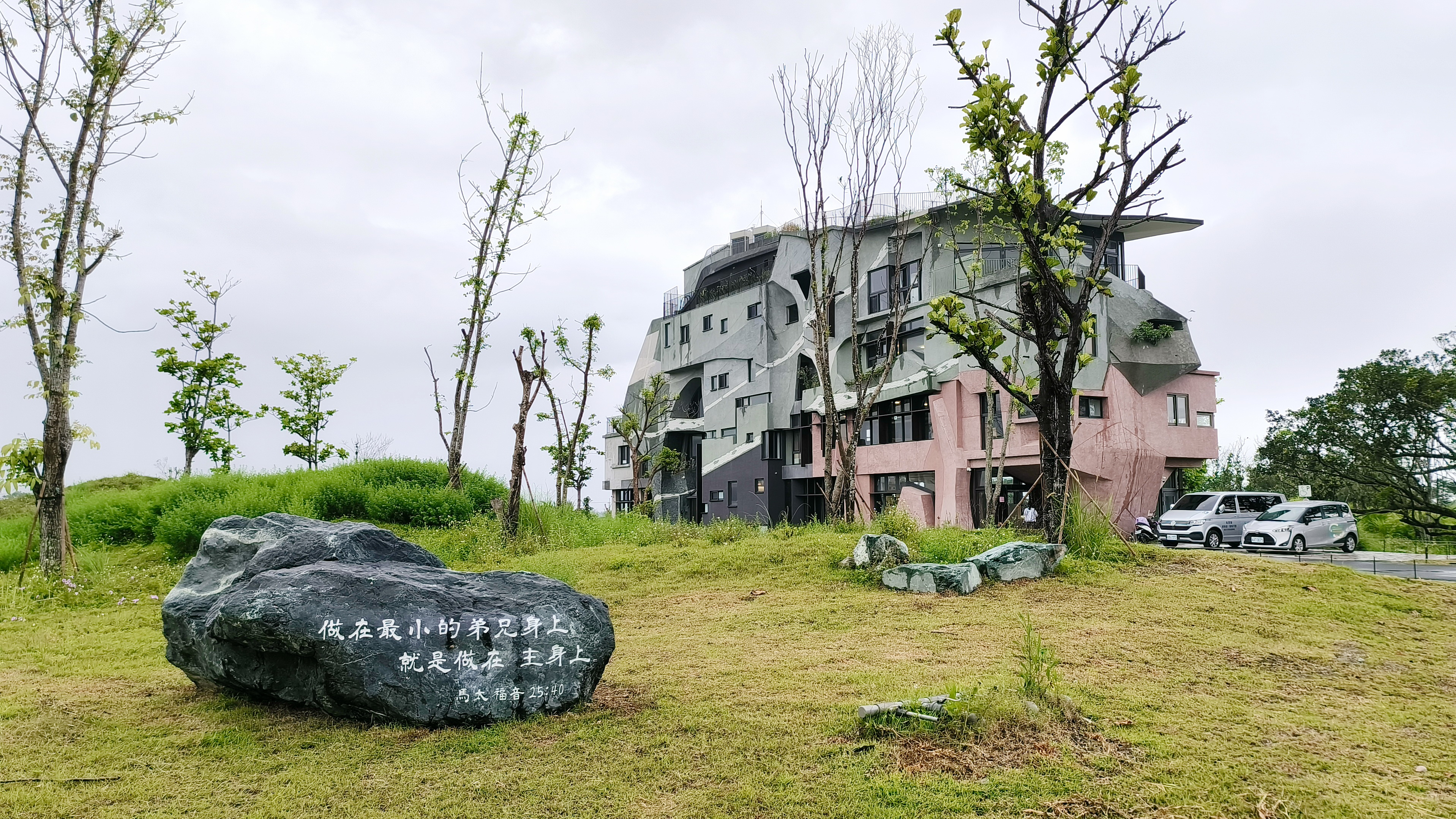
門諾醫療財團法人-吉安日照中心
小規模多機能-年華樓

## 分類
長照機構依照服務對象的照顧需求與健康狀態，可分為以下四類：
- 安養機構：主要服務生活可自理、無重大身心障礙、無失智症且無侵入性管路（如鼻胃管、導尿管）之長者。通常為自費性質，提供住宿、膳食與生活輔助等基本照顧服務。

- 養護機構：收住需部分生活協助者，可能接受一項侵入性管路照護（如鼻胃管或導尿管），但整體健康狀況穩定，不需高度醫療或專業護理服務。

- 長期照顧機構：為需接受兩種以上侵入性管路照護（如鼻胃管、導尿管、氣切管）者提供服務，照顧對象通常伴隨慢性病與長期醫療需求。

- 護理之家：屬醫療機構類型，收治出院後仍需持續護理照護者，或患有慢性病、需長期專業護理服務者，照顧內容涵蓋醫療處置、復健訓練與日常照顧。

而根據《長期照顧服務法》第21條，臺灣的長照機構依其服務內容，主要分為以下類別 ：
- 居家式服務類：提供受照顧者在家中接受的照顧服務，如居家服務、居家護理、居家復健等。
- 社區式服務類：在社區內設立的照顧服務據點，提供日間照顧、家庭托顧、臨時住宿、團體家屋、小規模多機能等服務。
- 機構住宿式服務類：提供受照顧者入住機構，接受全日照顧服務。
- 綜合式服務類：同時提供兩種以上不同類型服務的機構。
- 其他經中央主管機關公告之服務類。

提供機構住宿式服務的長照機構，應以長照機構法人設立之。此規定旨在確保機構的永續經營與服務品質。然而，公立長照機構及設有長照相關科系之私立高級中等以上學校，若僅以提供教學、實習及研究用途為限，則不適用此規定。